# Отелло (фільм, 1955)
«Отелло» (рос. «Отелло») — російський радянський фільм-драма, поставлений у 1955 році режисером Сергієм Юткевичем за однойменною трагедією Вільяма Шекспіра. Головні ролі виконали Сергій Бондарчук та Ірина Скобцева.
Фільм брав участь в конкурсній програмі 9-го Каннського кінофестивалю 1956 року де Сергій Юткевич отримав Приз за найкращу режисуру.

## Сюжет
Отелло (Сергій Бондарчук), безстрашний мавр, генерал Венеційської республіки, розповідає сенаторові Брабанціо (Євген Тетерін) і його прекрасній доньці Дездемоні (Ірина Скобцева) історію свого життя. Дивовижна доля мавра, його безстрашність і розум підкорюють Дездемону.
Ніч. Перед вівтарем Отелло і Дездемона стоять на колінях — їх таємно вінчає священик. Венеційський дворянин Родріго (Євген Весник), безмовно закоханий в Дездемону, і прапорщик Яго (Андрій Попов), що сліпо ненавидить Отелло, повідомляють Брабанціо, що його донька викрадена мавром. Ображений батько волає до помсти, але перед ним і венеційським дожем Дездемона відкрито і сміливо називає Отелло своїм чоловіком.
Венеції погрожує турецький флот. За дорученням сенату Отелло вирушає до військ на Кіпр і здобуває перемогу над ворогом. Як нагороду за перемогу сприймає він приїзд до нього на Кіпр Дездемони. Яго, бажаючи зайняти місце друга Отелло лейтенанта Кассіо (Володимир Сошальский), починає плести павутину інтриг і підлості, обвиваючи ними багатьох безневинних людей. В день урочистості з нагоди перемоги над турками Яго споює Кассіо, і той, хитро залучений до бійки, важко ранить в поєдинку свого супротивника. Отелло усуває лейтенанта від служби і наближає до себе Яго, цінуючи його уявну чесність і безкорисливість. Перебуваючи у відчаї, Кассіо за порадою Яго звертається до Дездемони за допомогою. Дездемона присягається Кассіо, що доб'ється для нього пробачення. Яго звертає увагу Отелло на наполегливість його дружини в захисті Кассіо, вселяє в душу мавра занепокоєння, поступово розпалює ревнощі.
Підступність Яго безмірна. Скориставшись сваркою Родріго і Кассіо, він ранить лейтенанта і, боячись викриття, вбиває Родріго. Яго відбирає у своєї дружини Емілії хустку, випадково упущену Дездемоною, і підкидає його Кассіо. Змучений ревнощами, втрачаючи волю і владу над собою, Отелло підозрює, що хустка подарована лейтенантові Дездемоною, що зрадила своєму подружньому обов'язку. У приступі гніву, засліплений ревнощами, прагнучи за будь-що покарати зло, Отелло вночі в спальні душить свою дружину. Емілія, усвідомивши жахливість злочину Яго, переконує Отелло в тому, що Дездемона стала жертвою підступної інтриги. Збожеволівши від горя, Отелло заколює себе кинджалом. У Венецію відпливає корабель під траурними вітрилами. На його палубі покояться поруч Дездемона і Отелло, над ними прив'язаний до щогли Яго.

## В ролях
| Сергій Бондарчук      | ···· | Отелло      |
| Андрій Попов          | ···· | Яго         |
| Ірина Скобцева        | ···· | Дездемона   |
| Володимир Сошальський | ···· | Кассіо      |
| Євген Весник          | ···· | Родріго     |
| Антоніна Максимова    | ···· | Емілія      |
| Євген Тетерін         | ···· | Брабанціо   |
| Михайло Трояновський  | ···· | Дож Венеції |
| Олексій Кельберер     | ···· | Монтано     |
| Микола Бріллінг       | ···· | Лодовіко    |

## Визнання
| Нагороди та номінації фільму «Отелло» | Нагороди та номінації фільму «Отелло»   | Нагороди та номінації фільму «Отелло» | Нагороди та номінації фільму «Отелло» | Нагороди та номінації фільму «Отелло» | Нагороди та номінації фільму «Отелло» |
| Рік                                   | Кінофестиваль/кінопремія                | Категорія/нагорода                    | Номінант                              | Результат                             |                                       |
| ------------------------------------- | --------------------------------------- | ------------------------------------- | ------------------------------------- | ------------------------------------- | ------------------------------------- |
| 1956                                  | 9-й Каннський міжнародний кінофестиваль | Гран-прі                              | Отелло                                | Номінація                             |                                       |
| 1956                                  | 9-й Каннський міжнародний кінофестиваль | Найкраща режисерська робота           | Сергій Юткевич                        | Перемога                              |                                       |